# Rolf-Christel Guié-Mien
Rolf-Christel Guié-Mien est un footballeur congolais, né le 28 octobre 1977 à Brazzaville en République du Congo. Il évolue comme milieu offensif.

## Palmarès
- SC Fribourg
  - Champion de 2.Bundesliga en 2003.
- 1.FC Cologne
  - Champion de 2.Bundesliga en 2005.